# Prova masculina de rifle d'aire 10 m als JJOO París 2024
La prova masculina de rifle d'aire 10 metres als Jocs Olímpics de París 2024 serà l'11a edició de l'esdeveniment masculí en unes Olimpíades. La prova es disputarà entre el 28 i el 29 de juliol de 2024 al Centre Nacional de Tir, a la ciutat de Chateauroux.
El tirador estatunidenc William Shaner és l'actual campió de la disciplina olímpica després de guanyar la medalla d'or als Jocs Olímpics de Tòquio 2020, per davant dels xinesos Lihao Sheng i Haoran Yang, qui van guanyar la medalla de plata i bronze respectivament.
L'equip de la Xina és la selecció que més medalles ha guanyat amb 2 medalles d'or i 4 de plata, en les 10 edicions que la prova de 10 metres de rifle ha estat present als Jocs Olímpics. El xinès Zhu Qinan, l'italià Niccolo Campriani i el rus Artem Khadjibekov són els tiradors més guardonats en la història de l'esdeveniment, cadascun amb una medalla d'or i una altra de bronze.

## Format
Els tiradors classificats s'han reduït de 50 que hi va haver a Tòquio, fins als 29 que hi haurà en aquesta edició.
La competició començarà amb la fase eliminatòria, on participaran els 29 tiradors classificats. Tots ells, dispararan 60 trets per classificar-se i els 8 amb millor puntuació, passaran a la final. La final, consistirà en dues fases: l'eliminació i el partit de medalla (Medal Match). Els 8 atletes començaran de 0 i dispararan 3 sèries de 5 trets cadascuna, amb puntuació decimal. Després d'aquests primers 15 trets, es decidiran les posicions 7 i 8. Després d'una nova sèrie de 5 trets, es decidiran les posicions 5 i 6. Amb els següents 5 trets, es decidirà la 4a posició i la medalla de bronze. Els dos últims tiradors passaran a la final on començaran des de zero i dispararan un sol tret per ronda. Cada encert, seran 2 punts (si empaten, serà 1 punt per jugador). Guanyarà la medalla d'or qui arribi primer als 16 punts.

## Classificació
França, com a país amfitrió ja té assignada una plaça a la prova. Les 4 places següents es van assignar en el Campionat del Món de Rifle i Pistola de 2022. A partir d'aquí, les places s'assignaran en diferents tornejos i proves a nivell continental o mundial, que es disputaran entre el 2023 i el 9 de juny de 2024. Finalment entre els tiradors que encara no estiguin classificats, s'assignarà una plaça segons el rànquing mundial olímpic ISSF i dues més segons el criteri de places universals, per garantir la diversitat dels participants. Cal tenir en compte que cada país, podrà tenir com a màxim dos competidors a la prova.
| Esdeveniment                         | Data                         | Seu              | Places | País          | Atleta                   |
| ------------------------------------ | ---------------------------- | ---------------- | ------ | ------------- | ------------------------ |
| País amfitrió                        | -                            | -                | 1      | França        |                          |
| Campionat del Món de Rifle & Pistola | 12 - 25 octubre 2022         | Caire            | 4      | Itàlia        | Danilo Sollazzo          |
| Campionat del Món de Rifle & Pistola | 12 - 25 octubre 2022         | Caire            | 4      | Índia         | Rudrankksh Patil         |
| Campionat del Món de Rifle & Pistola | 12 - 25 octubre 2022         | Caire            | 4      | Xina          | Lihao Sheng              |
| Campionat del Món de Rifle & Pistola | 12 - 25 octubre 2022         | Caire            | 4      | Txèquia       | Jiri Privratsky          |
| Campionat d'Amèrica de Tir           | 6 - 13 novembre 2022         | Lima             | 1      | Estats Units  | Brandon Muske            |
| Campionat d'Europa 10m               | 5 - 13 març 2023             | Tallinn          | 2      | Alemanya      | Maximilian Ulbrich       |
| Campionat d'Europa 10m               | 5 - 13 març 2023             | Tallinn          | 2      | Eslovàquia    | Patrik Jany              |
| Jocs Europeus                        | 21 juny - 2 juliol 2023      | Cracòvia         | 1      | Àustria       | Martin Strempfl          |
| Campionat del Món de Tir             | 14 - 31 agost 2023           | Bakú             | 4      | Suècia        | Victor Lindgren          |
| Campionat del Món de Tir             | 14 - 31 agost 2023           | Bakú             | 4      | Xina          | Yang Haoran              |
| Campionat del Món de Tir             | 14 - 31 agost 2023           | Bakú             | 4      | Txèquia       | Frantisek Smetana        |
| Campionat del Món de Tir             | 14 - 31 agost 2023           | Bakú             | 4      | Kazakhstan    | Islam Satpayev           |
| Campionat d'Àfrica de Tir            | 1 - 10 octubre 2023          | Caire            | 2      | Egipte        | Mohamed Hamdy Abdelkader |
| Campionat d'Àfrica de Tir            | 1 - 10 octubre 2023          | Caire            | 2      | Algèria       | Koceila Adoul            |
| Jocs Panamericans                    | 20 octubre - 5 novembre 2023 | Santiago de Xile | 1      | Mèxic         | Edson Ramírez            |
| Campionat d'Àsia de Tir              | 22 octubre - 2 novembre 2023 | Changwon         | 2      | Índia         | Arjun Babuta             |
| Campionat d'Àsia de Tir              | 22 octubre - 2 novembre 2023 | Changwon         | 2      | Japó          | Naoya Okada              |
| Campionat d'Oceania de Tir           | 30 octubre - 6 novembre 2023 | Brisbane         | 1      | Austràlia     | Jack Rossiter            |
| Campionat d'Àsia de Rifle & Pistola  | 5 - 18 gener 2024            | Jakarta          | 2      | Corea del Sud | Choe Dae-han             |
| Campionat d'Àsia de Rifle & Pistola  | 5 - 18 gener 2024            | Jakarta          | 2      | Indonèsia     | Fathur Gustafian         |
| Campionat d'Europa 10m               | 24 febrer - 3 març 2024      | Gyor             | 2      | Hongria       | István Péni              |
| Campionat d'Europa 10m               | 24 febrer - 3 març 2024      | Gyor             | 2      | Polònia       | Maciej Kowalewicz        |
| Campionat d'Amèrica de Tir           | 31 març - 7 abril 2024       | Buenos Aires     | 1      |               |                          |
| Campionat de classificació           | 11 - 19 abril 2024           | Rio de Janeiro   | 2      |               |                          |
| Campionat de classificació           | 11 - 19 abril 2024           | Rio de Janeiro   | 2      |               |                          |
| Rànquing mundial olímpic             | 9 juny 2024                  | -                | 1      |               |                          |
| Places universals                    | -                            | -                | 2      |               |                          |
| Places universals                    | -                            | -                | 2      |               |                          |

## Medaller històric
| Posició | País              | 1 | 2 | 3 | Total |
| ------- | ----------------- | - | - | - | ----- |
| 1       | Xina              | 2 | 4 | 0 | 6     |
| 2       | França            | 1 | 2 | 1 | 5     |
| 3       | Rússia            | 1 | 1 | 2 | 4     |
| 4       | Itàlia            | 1 | 1 | 0 | 2     |
| 5       | Índia             | 1 | 0 | 1 | 2     |
| 6       | Estats Units      | 1 | 0 | 0 | 1     |
| 6       | Romania           | 1 | 0 | 0 | 1     |
| 6       | Equip unificat    | 1 | 0 | 0 | 1     |
| 6       | Iugoslàvia        | 1 | 0 | 0 | 1     |
| 10      | Àustria           | 0 | 2 | 0 | 1     |
| 11      | Ucraïna           | 0 | 1 | 0 | 1     |
| 12      | Finlàndia         | 0 | 0 | 1 | 1     |
| 12      | Eslovàquia        | 0 | 0 | 1 | 1     |
| 12      | Alemanya          | 0 | 0 | 1 | 1     |
| 12      | Alemanya Oriental | 0 | 0 | 1 | 1     |
| 12      | Regne Unit        | 0 | 0 | 1 | 1     |